# Oria (stacja kolejowa)
Oria (wł. Stazione di Oria) – stacja kolejowa w Oria, w prowincji Brindisi, w regionie Apulia, we Włoszech. Obecnie czynna dla pasażerów, znajduje się na viale Regina Margherita.
Według klasyfikacji RFI ma kategorię brązową.

## Historia
Stacja została otwarta 6 stycznia 1886 podczas otwarcia odcinka z Tarentu do Latiano linii Tarent – Brindisi.

## Opis
Stacja Oria obsługuje głównie pociągi regionalne między Tarentem i Brindisi. 

## Linie kolejowe
- Tarent – Brindisi